# Daniel Moscardini
Daniel Moscardini (3 de novembro de 1986) é um baterista, professor, clinician e produtor brasileiro nascido em São Paulo.

## Carreira

### Início
Daniel Moscardini Fabricio Moreira nasceu dia 3 de novembro de 1986 na cidade de São Paulo, no Brasil, onde viveu até os 11 anos, quando mudou-se para o pequeno município de Ilicínea, em Minas Gerais. No mesmo período iniciou seus estudos na bateria de forma autônoma e tocava em bandas de repertório nacional como Legião Urbana, Paralamas do Sucesso e Engenheiros do Hawaii. Aos 13 anos começou a dar aulas de bateria e participava de festivais como o Canção de Boa Esperança, nesse patamar o baterista já tocava músicas mais complexas de bandas como Sepultura, Slayer e Metallica.

### Adolescência
Em 2002, Moscardini se mudou para Brasília onde aos 15 anos fundou a banda Coral de Espíritos com seu irmão Diego Moscardini e João Levy. A partir desse momento o baterista pode desenvolver mais suas técnicas na bateria e começou a participar de diversas bandas de estilos diferentes, desta forma adquirindo mais experiência com o mundo da música.

### Vida Adulta
Após o termino do Ensino Médio, Daniel cursou Arquivologia na Universidade de Brasília, mas não deixou de lado o sonho da música e continuou a participar de grupos musicais na capital. O baterista também trabalhou na loja de instrumentos musicais Made in Brazil e lá conheceu mais pessoas e intensificou seus contatos na música. Em 2010 teve a oportunidade de conhecer Laura Bahía, gerente da Orion Cymbals, e então conseguiu patrocínio com tal marca de pratos, que é a maior da América Latina, e alguns anos depois, em 2013, fechou parceria com a marca de baquetas Spanking Balanced.

### 2014
No ano de 2014 Daniel ingressou em grandes trabalhos na música, nessa época já havia desenvolvido sua própria metodologia de aprendizado, compartilhando suas experiências e linguagem avançada no Rock/Metal e então em março deste mesmo ano o baterista lançou seu primeiro DVD, intitulado "Metal Techniques", vídeo aula que aborda temas importantíssimos para a execução do Heavy Metal na bateria como: rapidez nos dois bumbos, resistência, velocidade e criatividade. Ao mesmo tempo ministrava Workshops por todo Brasil, sempre abordando suas experiências na bateria, executando músicas autorais e divulgando as marcas que representa, e então conseguiu dois importantes patrocínios: O de peles da marca Aquarian, e da fabricante de baterias Pearl Drums. Em agosto formou o Instituto Daniel Moscardini, escola de bateria especializada em Rock e Heavy Metal. De acordo com o site Metrópoles, após conseguir abrir sua própria escola, Daniel largou o estágio que estava fazendo e se entregou completamente à música.

### 2019
No ano de 2019, Daniel lançou seu primeiro método de estudos, o "52 semanas de pedal duplo", em Los Angeles, na maior feira de música do mundo, a NAMM Show. O método contém 9 módulos com mais de 250 exercícios.

## Patrocínios
Atualmente, Daniel Moscardini é patrocinado por algumas das maiores marcas de Bateria do marcado, são elas:
- Pearl Drums[5]
- Paiste (2020)[6]
- Spanking Balanced[3]
- Aquarian Drumheads